# Almendra (vila)
Almendra é uma vila histórica portuguesa sede da Freguesia de Almendra, no Município de Vila Nova de Foz Côa.
Por volta de 1270, Almendra já era vila e foi doada a D. Gil Martins, pai de D. Martim Gil, mais tarde alferes-mor de D. Dinis. Foi depois vila e sede de concelho intermitentemente entre 1298 e 1855. Pela Lei n.º 70/99 de 30 de junho, com efeitos a partir de 1 de Novembro de 1999, Almendra é de novo elevada à categoria de vila.
É considerada uma das mais bonitas vilas históricas de Portugal pela qualidade dos seus vários monumentos.[carece de fontes?]

## História
As origens de Almendra devem remontar à Idade do Ferro. devendo a área envolvente da Igreja Matriz ter constituído um núcleo fortificado no I milénio antes de Cristo. Numa área para Norte da mesma Igreja, no denominado «Chão do Morgado», consta ter existido um castelo ou fortificação que se julga ser medieval ou tardo-medieval. Foram encontrados muitos vestígios (pedra de aparelho, fragmentos de tégula, imbrices e dolium), que comprovam a existência de uma «Villa Romana» ou de uma «vicus». Outros vestígios de Villae romanas ou simples casais encontram-se espalhados pelo termo de Almendra.
A partir da era Paleocristã o templo romano (pagão) pode ter dado lugar a um templo cristão, a uma pequena igreja sita no mesmo local onde se encontra hoje implantada a Igreja Matriz (de traça muito mais antiga do que a data inscrita por cima do portal), sendo as lacunas documentais muito grandes.
O nome Almendra indica nitidamente a ocupação árabe, desconhecendo-se o topónimo antes da influência árabe.
Ainda que subsistam algumas dúvidas é normalmente dada como certa a localização da antiga Caliábria nas imediações de Almendra. A Caliábria era, em 569, paróquia da diocese de Viseu. Nos alvores do século VII, durante o período visigótico, constituiu-se um bispado que virá pouco depois com as invasões árabes a desaparecer, tendo passado para Ciudad Rodrigo. O seu último bispo S. Zenão teria sido morto pelos árabes cerca de 717.
Dos calabrienses célebres conhece-se o cruzado Bertoldo, fundador da Ordem dos Carmelitas. A existência da sede de um bispado é prova de que a região alcançou ao longo do século VII grande importância social e económica com as correspondentes trocas comerciais e culturais que tal facto acarretava.
Almendra e Castelo Melhor, mesmo após terem passado para a posse de Portugal com D. Dinis, permaneceram em termos religiosos dependentes de Leão, uma vez que o bispo de Ciudad Rodrigo manteve o domínio espiritual sobre a região de Cima-Côa até 1404.
Em 960, o Castelo de Almendra pertencia a D. Chama, ou Châmoa, que o entregou à Condessa Mumadona, sua tia, fundadora do mosteiro vimaranense. No século seguinte, em 1059, o castelo de Almendra continuava ainda a pertencer ao mesmo mosteiro. Nos fins do século XII muda de proprietário, surgindo, em 1183, entre os bens da Ordem Militar do Pereiro, numa Bula do Papa Lúcio III. No século seguinte, por volta de 1270, Almendra já era vila e foi doada a D. Gil Martins, pai de D. Martim Gil, mais tarde alferes-mor de D. Dinis.
O estatuto de vila não foi pacífico, uma vez que em 1298, o concelho de Castelo Rodrigo irá contestar a autonomia de Almendra por a considerar integrante do seu termo. Segue-se um período de conflito entre Castelo Rodrigo e D. Gil Martins, que irão recorrer alternadamente das sentenças do monarca. Finalmente, em 1312, Castelo Rodrigo obtém uma sentença favorável que lhe permitiu englobar de novo Almendra no seu termo. A integração em Castelo Rodrigo durará apenas algumas décadas, pois ainda no século XIV Almendra retomará a condição de concelho. Em 1358, D. Pedro I confirma-o, o mesmo tendo feito D. Fernando, em 1367, mas este mesmo rei, em 1370, reintegrará Almendra no concelho de Castelo Rodrigo, ainda que denominando-a de julgado, o que pelo indica a existência de jurisdição própria sob juiz de nomeação régia.
Em 1383 Almendra recuperou a autonomia, que será confirmada por D. Afonso V, em 1449, sob a designação de concelho de Almendra e Castelo Melhor. D. Afonso V autoriza, por carta de 6 de Junho de 1441, a realização de uma feira anual com a duração de 3 dias, da véspera de Santa Maria, em Setembro, até ao dia imediato. D. Manuel I concedeu foral novo a Almendra em 1 de Junho de 1510.
Almendra deve ter mantido ou mesmo aumentado a sua importância ao longo do século XVI, pois só no reinado de D. João III foram passadas 13 cartas a nomear outros tantos tabeliães. É ao longo deste século que são construídos alguns dos principais edifícios religiosos. Nos séculos XVII e XVIII foram seus donatários os Condes de Castelo Melhor, que eram proprietários dos ofícios públicos e tinham ainda poder para fazer eleições e confirmá-las.
Ainda no século XVIII existe médico local, proporcionando melhores condições de combate à doença entre os Almendrenses. Finalmente, em 1855 foi extinto o concelho de Almendra, na época composto pelas freguesias de Castelo Melhor, Algodres, Vilar de Amargo e da própria freguesia de Almendra.

## Orago
A vila de Almendra pertence à Paróquia de Almendra que tem por orago Nossa Senhora dos Anjos.

## Património
- Casa de Almendra, Solar do Visconde de Almendra ou Solar dos Viscondes do Banho
- Igreja Matriz de Almendra ou Igreja de Nossa Senhora dos Anjos
- Pelourinho de Almendra
- Calvário e Passos da Via Sacra em Almendra
- Capela de Nossa Senhora da Misericórdia (Capela de Nosso Senhor dos Passos)
- Capela de São Sebastião
- Capela do Socorro
- Casas com vãos quinhentistas em Almendra
- Chafariz em Almendra
- Cruzeiro em Almendra
- Fonte de espaldar na Rua do Prado Pequeno
- Fonte Grande
- Fonte no Largo do Chafariz

## Personalidades ilustres
- Senhor de Almendra
- Visconde de Almendra
- Conde de Almendra